# Lista de universidades da Finlândia

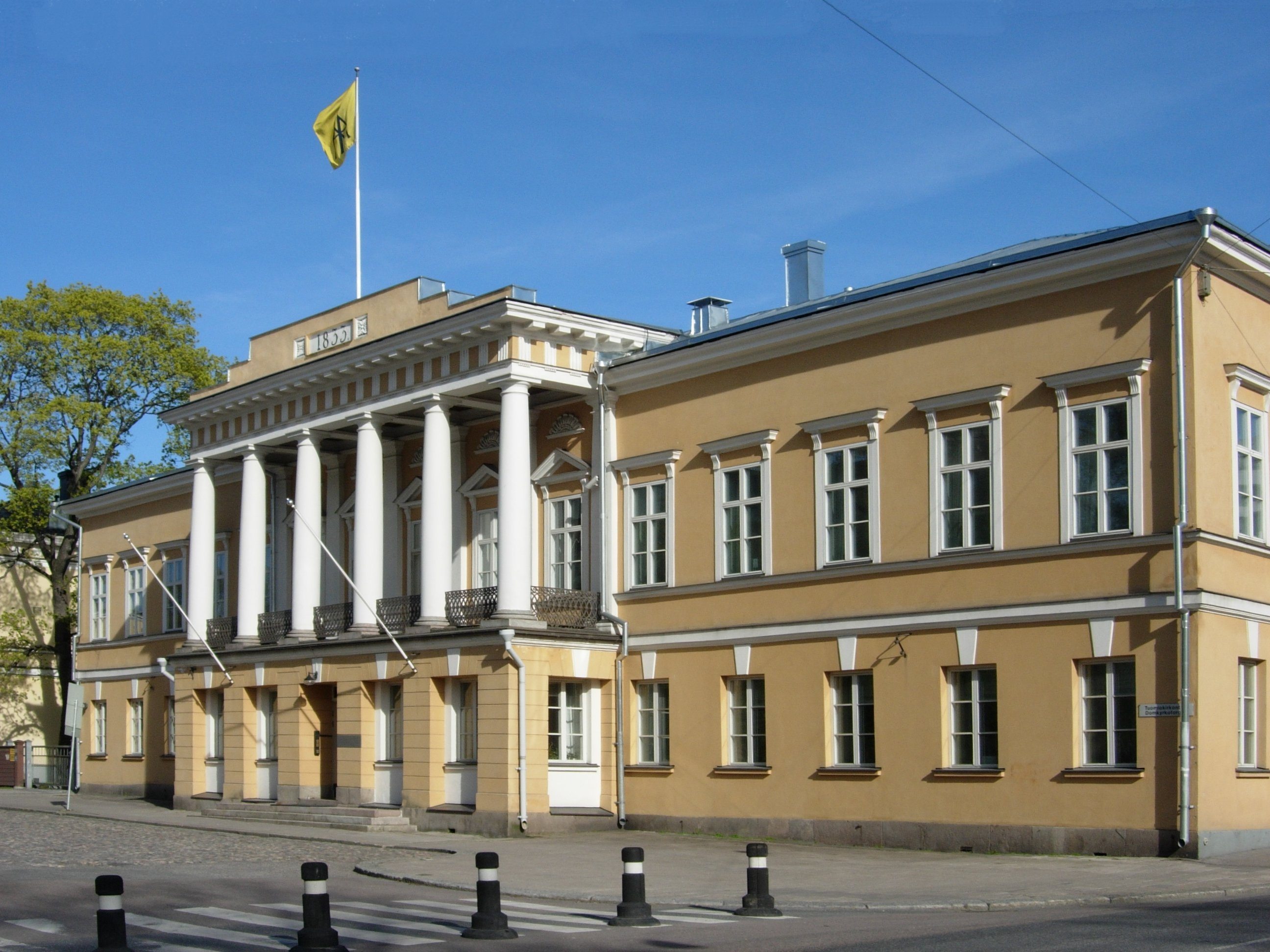
A Universidade Åbo Akademi - em Turku

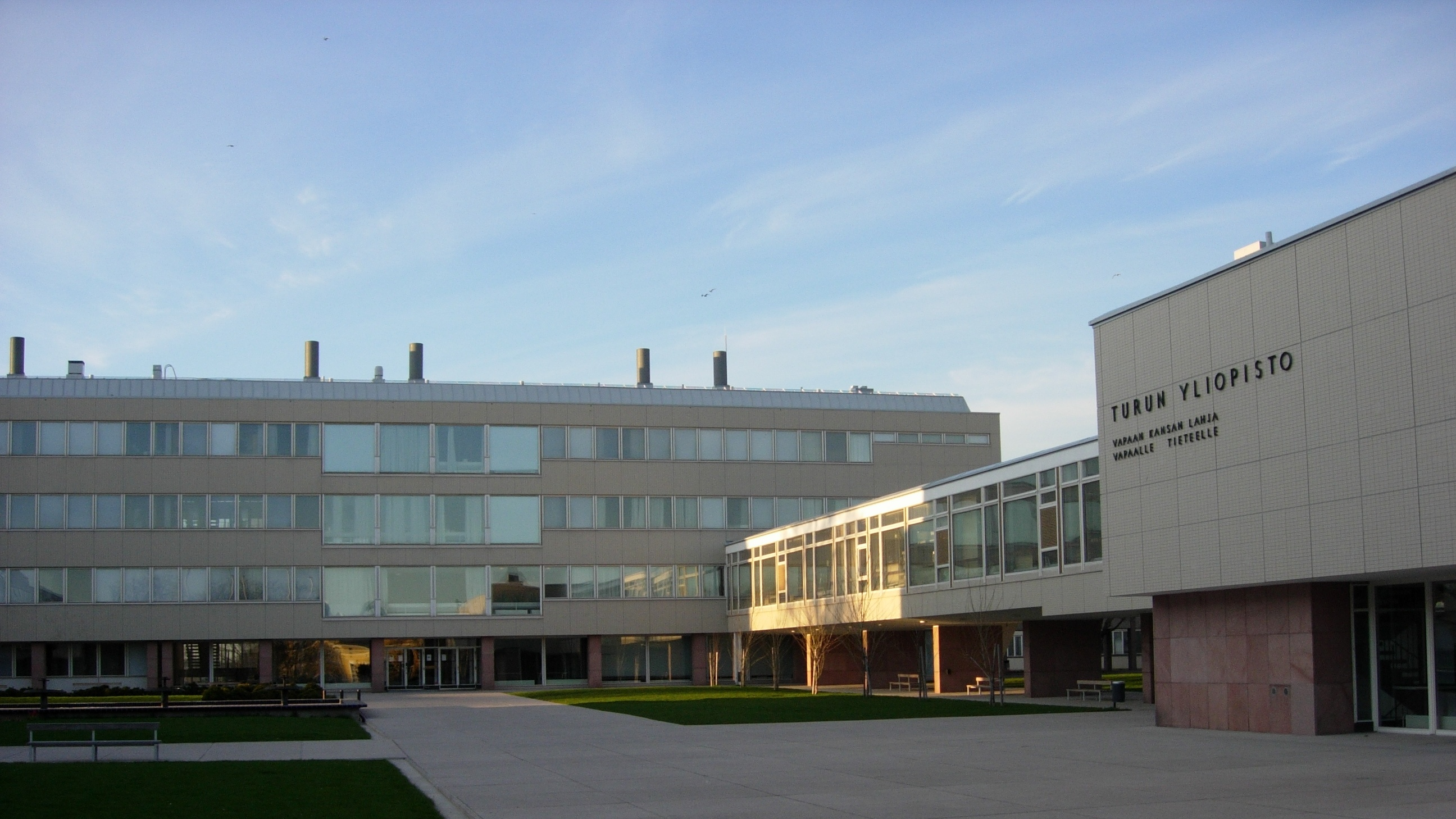
A Universidade de Turku - em Turku

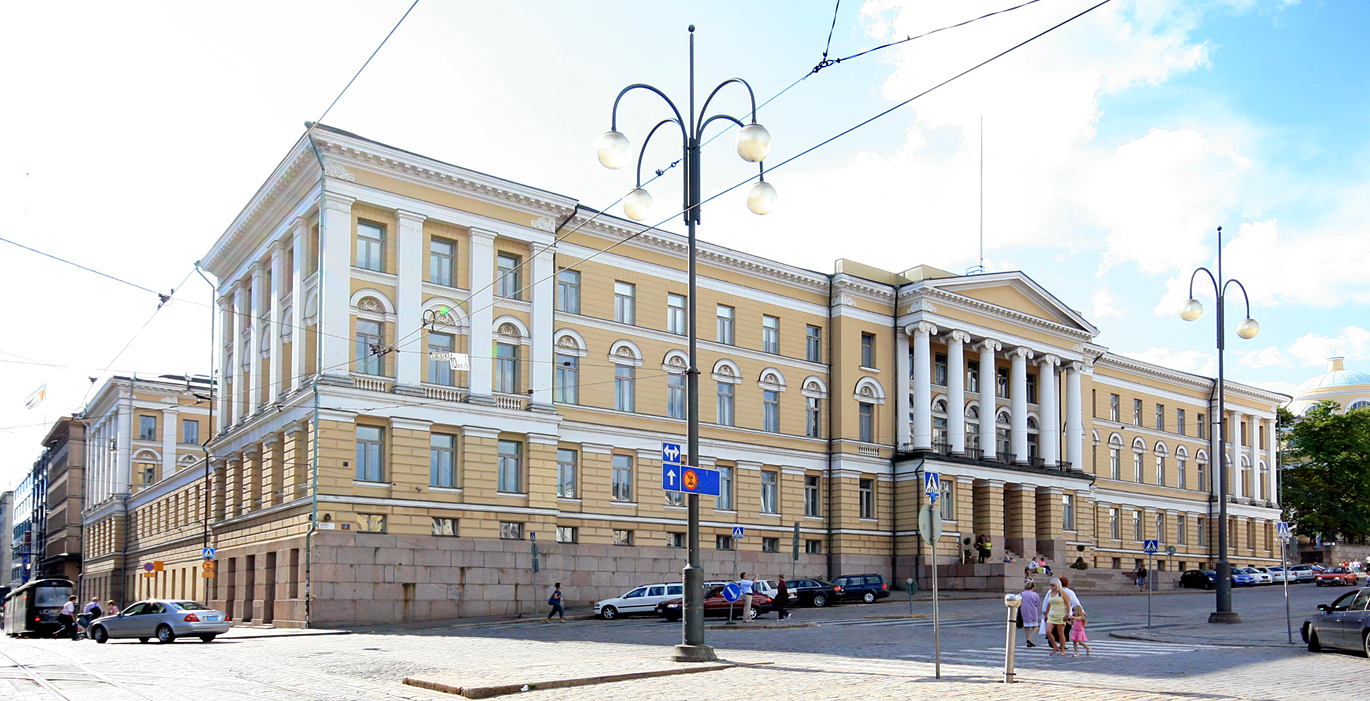
A Universidade de Helsinque ou Universidade de Helsínquia - em Helsínquia

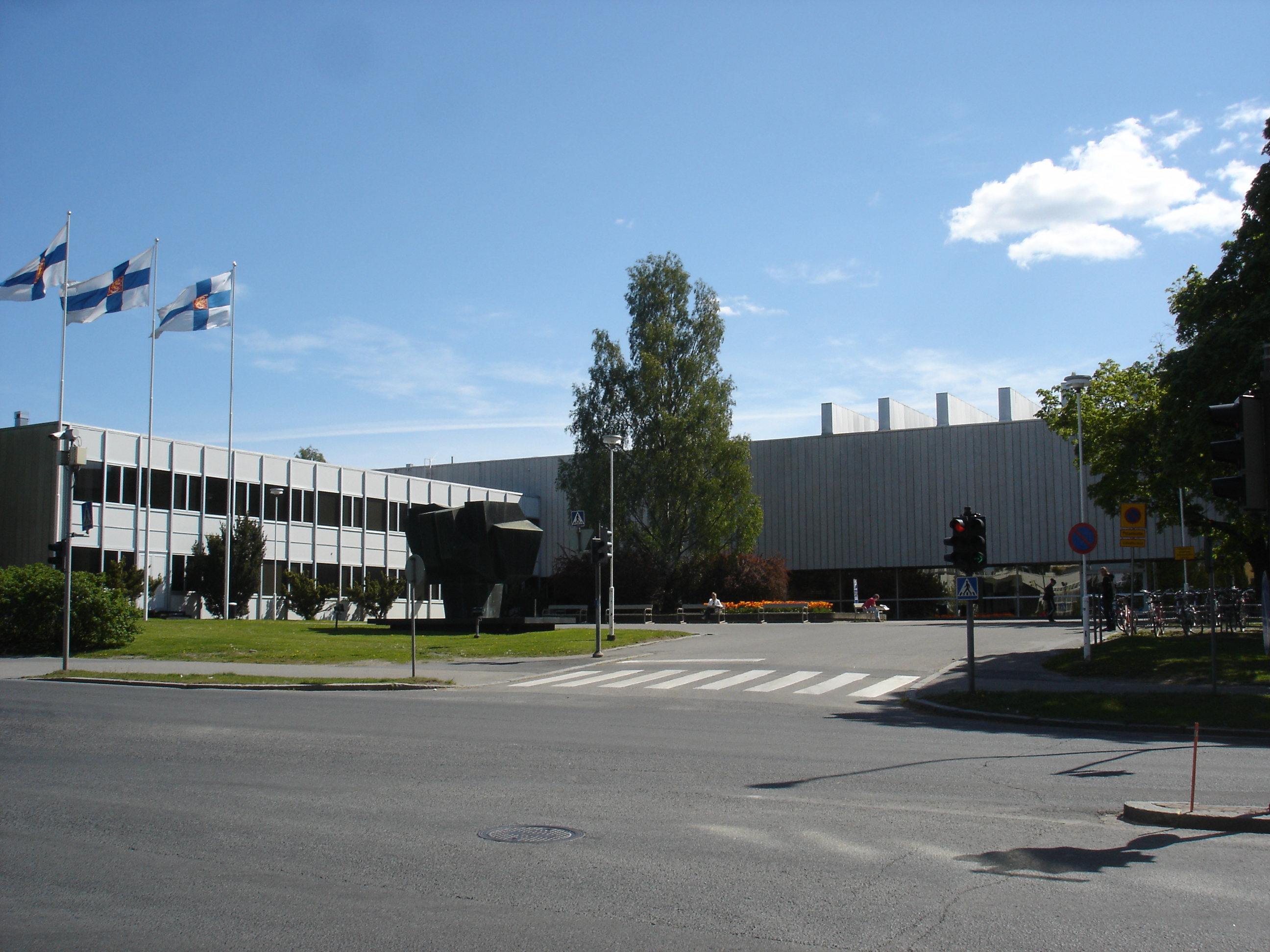
A Universidade de Tampere - em Tampere

## Universidades
A Finlândia conta com 13 universidades e uma Escola superior da Defesa (Försvarshögskolan).
- Universidade Åbo Akademi
- Universidade de Joensuu
- Universidade de Turku
- Universidade de Helsinque
- Universidade de Jyväskylä
- Universidade de Tampere